# Mike Graham (cầu thủ bóng đá)
Mike Graham (sinh ngày 24 tháng 2 năm 1959) là một cựu cầu thủ bóng đá người Anh thi đấu ở Football League cho Bolton Wanderers, Carlisle United,  Mansfield Town và Swindon Town.